# Saint-Maixent-l'École
Saint-Maixent-l'École| é uma comuna francesa na região administrativa da Nova Aquitânia, no departamento de Deux-Sèvres. Estende-se por uma área de 5,22 km². Em 2010 a comuna tinha 7 349 habitantes (densidade: 1 407,9 hab./km²).